# جيروم ديفيس (منافس ألعاب قوى)
جيروم ديفيس (بالإنجليزية: Jerome Davis)‏ هو منافس ألعاب قوى أمريكي، ولد في 22 أغسطس 1977 في ريدجكريست في الولايات المتحدة.

## وصلات خارجية
- جيروم ديفيس على موقع الاتحاد الدولي لألعاب القوى (الإنجليزية)